# Wilhelm Lochstampfer
Wilhelm Lochstampfer (* 1881 in Künzelsau; † 1970 in Karlsruhe) war ein deutscher Architekt und Hochschullehrer.

## Leben
Wilhelm Lochstampfer machte eine Schreiner-Lehre und studierte von 1901 bis 1905 an der Kunstgewerbeschule Stuttgart. Es folgte ein Praktikum im Architekturbüro Kärcher in Bad Cannstatt. Von 1907 bis 1908 studierte Lochstampfer als Gasthörer (zeitgenössisch „außerordentlicher Architekturstudent“) an der Technischen Hochschule Stuttgart. Danach war er selbstständig als Architekt tätig. Ab 1911 lehrte er auch als Professor an der Baugewerkschule Karlsruhe.
Ab 1919 war er Mitglied im 1934 aufgelösten Deutschen Werkbund und wurde mehrfach mit der Adresse Uhlandstraße 38 in Karlsruhe erwähnt.
1934 setzte Lochstampfer durch die von ihm veranlasste Bestandsaufnahme von Schwarzwaldhäusern eine der Grundlagen zur Erforschung der Bau-, Konstruktions- und Nutzungsweise, die in der 1953 erschienenen Veröffentlichung „Das Schwarzwaldhaus“ von Hermann Schilli ihren Niederschlag fand.
1945 wurde Wilhelm Lochstampfer Direktor der Hochbauabteilung.

## Bauten und Entwürfe
- 1913: Wohnhaus für Franz Michael Heger in Grötzingen, Reithol 7 (eingeschossiges Wohnhaus mit Walmdach)[4]
- 1915: Wettbewerbsentwurf (Motto „Heldengrab“) im Badischen Wettbewerb betreffend Entwürfe für Kriegergrabmäler (gemeinsam mit C. Schloz; prämiert mit einem 3. Preis in Höhe von 50 Mark)[5][6]
- um 1915/1916: Entwurf eines Gefallenen-Grabmals („Reichere Form eines Grabkreuzes für Friedhöfe der Heimat“)[7]
- 1922: Villa Weitbrecht in Stuttgart-Degerloch, Lohengrinstraße 9 (gemeinsam mt G. P. Gessinger)[8]
- 1928: Wettbewerbsentwurf für die Siedlung Dammerstock in Karlsruhe (gemeinsam mit Paul Schmitt; prämiert mit einem von vier 3. Preisen)[9][10]
- 1929: „Gruppe 10“ in der Siedlung Dammerstock in Karlsruhe, Falkenweg 37–51 (acht Reiheneinfamilienhäuser mit je vier Zimmern und 75 m²)[9][11]

## Veröffentlichungen
- Das alte Bauernhaus des Hochschwarzwaldes. Staatsbauschule Karlsruhe Hochbauabteilung, Karlsruhe 1942, S. 10, S. 12, S. 13, S. 35.